# Cantonul Coligny
Cantonul Coligny este un canton din arondismentul Bourg-en-Bresse, departamentul Ain, regiunea Rhône-Alpes, Franța.

## Comune
| Comune      | Populație (1999) | Cod poștal | Cod INSEE |
| ----------- | ---------------- | ---------- | --------- |
| Beaupont    | 675              | 01270      | 01029     |
| Bény        | 718              | 01370      | 01038     |
| Coligny     | 1.166            | 01270      | 01108     |
| Domsure     | 465              | 01270      | 01147     |
| Marboz      | 2.208            | 01851      | 01232     |
| Pirajoux    | 381              | 01270      | 01296     |
| Salavre     | 289              | 01270      | 01391     |
| Verjon      | 256              | 01270      | 01432     |
| Villemotier | 644              | 01270      | 01445     |